# Klášter Svatý Jan pod Skalou
Klášter ve Svatém Janu pod Skalou historicky patřil k řádu svatého Benedikta. Byl postaven na místě jeskyně legendárního poustevníka svatého Ivana a zrušen byl za Josefa II. Pro svou architektonickou a kulturní hodnotu je zapsán do seznamu kulturních památek České republiky a v roce 2018 byl prohlášen národní kulturní památkou České republiky.

## Historie

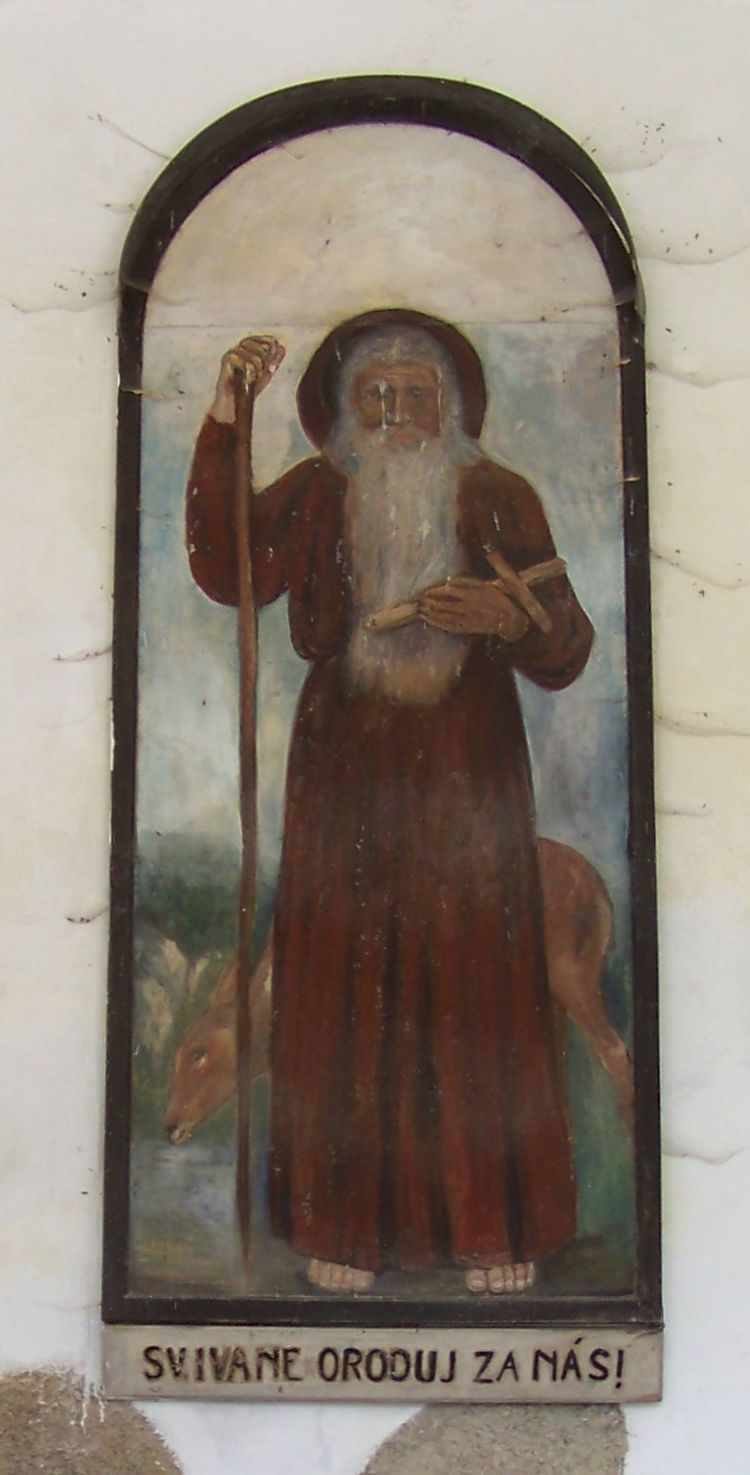
Poustevník sv. Ivan

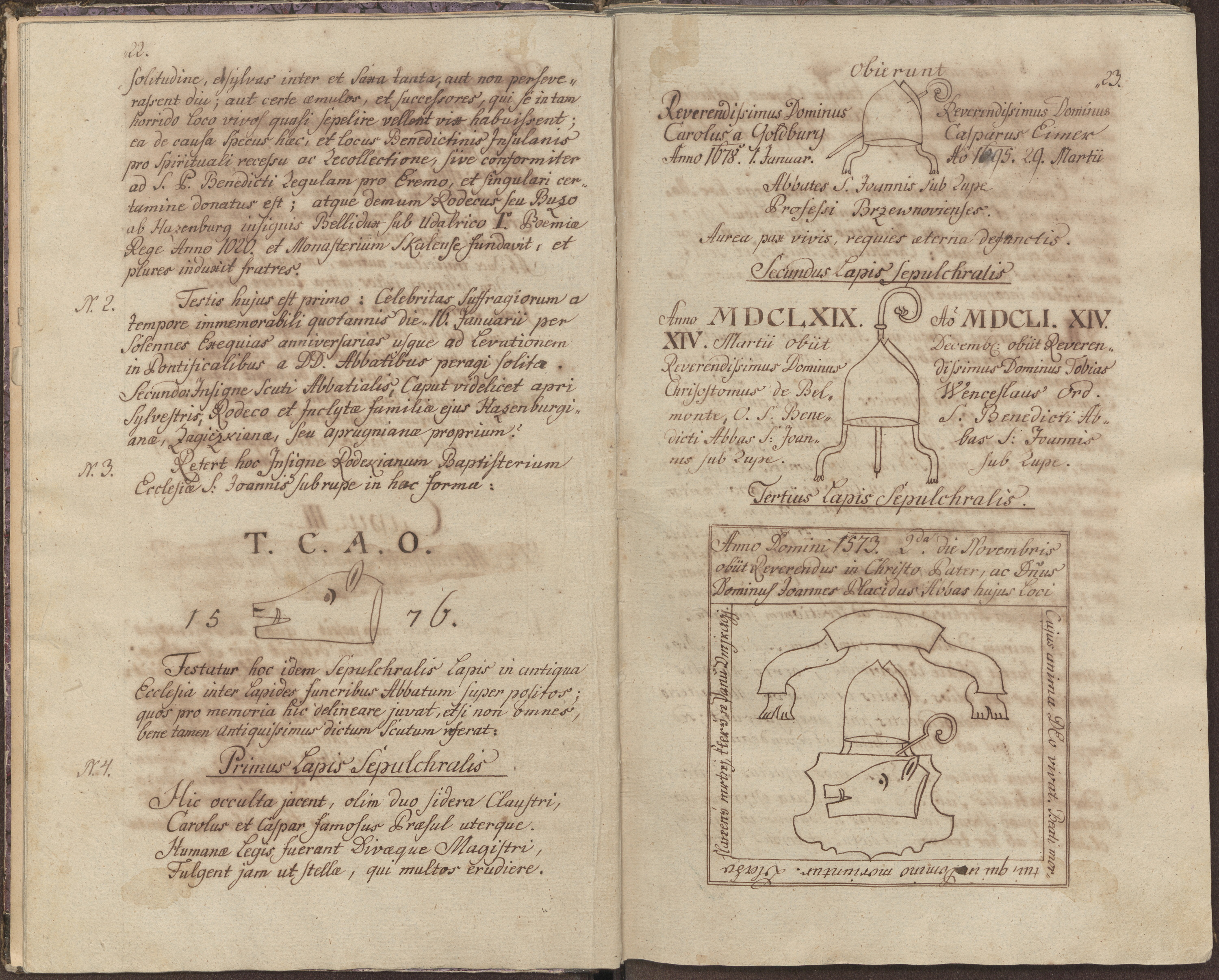
Historie kláštera sv. Jana pod Skalou a na Ostrově u Davle sepsaná v roce 1790 (SOkA Praha-venkov)

Podle legendy stávala na místě kláštera původně kaplička. Nechal ji údajně vystavět kníže Bořivoj poté, co mu to jako úkol vyplývající z poselství sv. Jana Křtitele sdělil před svou smrtí poustevník Ivan. V roce 1030 daroval kníže Břetislav I. kapli sv. Jana benediktinskému klášteru Ostrov u Davle, který zde v polovině 11. století založil dceřiný klášter. V roce 1310 zde vzniklo proboštství.
Roku 1420 byl mateřský klášter dobyt husitskými vojsky a zničen. Přeživší mniši se přesunuli do Sv. Jana, tehdy nazývaného „Svatý Ivan ve skalách“. Od roku 1517 se datuje definitivní přesídlení mnichů z Ostrova do Svatojanského kláštera, tehdy také opat Jan V. jako první přijímá titul „Opat u sv. Jana na Ostrově a ve Skalách“.
V těchto dobách byl významným donátorem kláštera šlechtic Oldřich Zajíc z Hazmburka († 1494), kterého lze považovat v podstatě za druhého zakladatele kláštera. Financoval např. výstavbu nového jeskynního kostela při Ivanově poustevně a vystavěl zde několik zděných budov. Podle něj je nazýván starý kostel jako „Hasenburský“ a jeho erb se od té doby stal součástí klášterního znaku.

## Svatojanské poutě
Roku 1584 zde byly znovu nalezeny a vyzvednuty po staletí pečlivě ukrývané ostatky sv. Ivana. Od této chvíle se začala úcta k Ivanovi šířit do dalekého okolí a započala tradice slavných svatojanských poutí (poslední neděle v červnu). Velkolepá procesí byla zprvu iniciována hlavně jezuity. V době jejich největšího rozkvětu se jich zúčastnili i císařové Matyáš, Ferdinand II., Ferdinand III. a Leopold I. Je doloženo až 6000 poutníků.
Poutě přetrvaly až do poloviny 20. století, kdy byly s nástupem komunismu potlačeny.

## Kostel Narození sv. Jana Křtitele

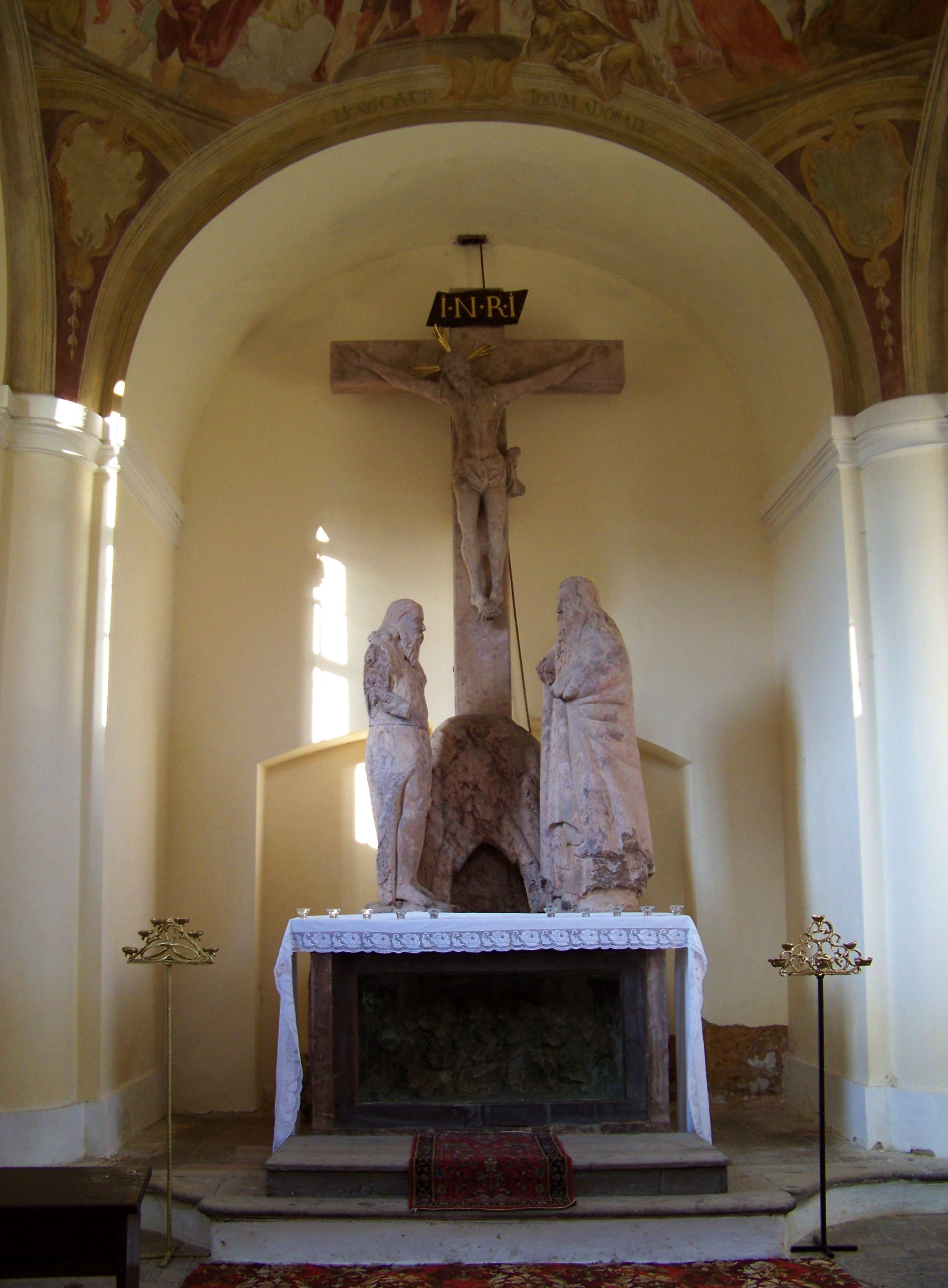
Zjevení svatého Jana Křtitele poustevníku Ivanovi

S rozmachem poutí starý kostel dávno nestačil, proto se významný opat Matouš Ferdinand Sobek z Bílenberka rozhodl pro náročnou a velkorysou stavbu nového kostela. Základní kámen stavby raně barokního kostela sv. Jana Křtitele osobně položil v roce 1657 císař Leopold I. Projekt kostela vypracoval italský stavitel Carlo Lurago. Podle svatojanského kostela dostala jméno i přilehlá obec.
Na hlavním oltáři je velký obraz „Zjevení sv. Jana Křtitele poustevníku Ivanovi“ z roku 1695. Nad oltářem stojí velký kříž, který sem byl kdysi darován poutníky a původně stával na Karlově mostě v Praze. Vzácná je mramorová křtitelnice s letopočtem 1576. Uprostřed kostela stojí bohatě zdobený náhrobek sv. Ivana, kde je umístěna postříbřená a pozlacená schránka s jeho ostatky.
Na kostelní věži bývaly 4 zvony, z nichž dva byly roku 1917 sňaty a rozlity k válečným účelům. Na věži pak zůstaly dva historicky nejcennější zvony: jedním z nich je zvon „Matka Boží“, který pochází z roku 1404 a je tak jedním z nejstarších v Čechách. Jde o zvon z kláštera na Ostrově, v jehož zříceninách byl po nájezdu husitů nalezen. Dva chybějící zvony byly nahrazeny novými v roce 1994.
Kostel je propojen se starým skalním kostelem – jeskyní sv. Ivana. Vedle památek na poustevníka je zde krypta a staré náhrobní kameny opatů kláštera. V části jeskyně je zachována přirozená travertinová jeskyně, zdobená původní krápníkovou výzdobou. Vedle kostela, pod oknem Ivanovy jeskyně, vyvěrá silný pramen léčivé vody, Pramen svatého Ivana. Tato voda bývala prodávána jako minerální voda „Ivanka“.

### Problémy se statikou kostela
| Rok  | Počet návštěvníků |
| ---- | ----------------- |
| 2015 | 7 000             |
| 2016 | 7 200             |
| 2017 | 7 000             |

Dlouhodobým problémem kostela byly poruchy, už brzy po dostavbě se proto zjistilo, že zdivo i klenba praskají. Několik set let trvala mylná představa, že poruchy jsou způsobeny špatným založením kostela. V roce 1711 tak byl k přestavbě kostela povolán Kryštof Dientzenhofer. Tehdy byla sňata původní cihlová a bohatě štukově zdobená klenba a nahrazena odlehčenou dřevěnou klenbou. Ovšem poruchy pokračovaly dál. Roku 1859 byly k vnější straně kostela přistavěny mohutné opěrné pilíře, poruchy dále pokračovaly. Po roce 1974 byly základy kostela zpevněny betonovými injektážemi, což stav kostela ještě zhoršilo, protože se v kostele zvýšila vlhkost. Roku 1992 byla opravena fasáda a zdi, ve kterých už se objevily i praskliny širší než 10 cm, byly staženy ocelovými táhly. Teprve na přelomu 20. a 21. století ing. Jindřich Rineš zjistil skutečnou příčinu poruch-skála, k níž je kostel přistavěn se pohybovala, tím vznikaly trhliny. Skála byla podle projektu ing. Rineše sepnuta a do podlahy kůru byl vložena železobetonová výztuha. Tím byly poruchy kostela vyřešeny. Současně bylo provedeno odvětrání kostela podle návrhu ing. Štěpána. Tím se snížila v kostele vlhkost.

## Seznam opatů u sv. Jana pod Skalou
1517 - 1539 Jan V. OSB jako první ostrovský opat přijímá titul "opat u sv. Jana na Ostrově a ve Skalách" (+ 20. ledna 1539)
1539/1540 - 1573 Jan VI. Placidus OSB (+ 12. listopadu 1573)
1573 - 1576 Tobiáš Collisius OSB
1576 - 1581 vakance
1581 - 1582 Jakub OSB
1582 - 1589 Vít Hifftl OSB (+ 12. listopadu 1611 v Kladrubech, kde byl taktéž pohřben)
1589 - 1612 Jan Chrisostomus Kladrubský OSB (+ 27. července 1615) - dobrovolně rezignoval
1612 - 1627 Pavel Martin Bytomský OSB (+ 6. prosince 1627)
1628 - 1651 Tobiáš Vácslav Scultetus OSB (* Swidnica, Pl; prof. 29. srpna 1608; + 14. prosince 1651)
1652 - 1664 Matouš Ferdinand Sobek z Bílenberka OSB(* 19. září 1618 Rajhrad; prof. 1638; ord. 1639; + 29. dubna 1675, který byl pohřben v Broumově) - rezignoval 
1664 - 1669 Jan Chrisostomus de Belmonte OSB (+ 14. března 1669)
1669 - 1671 administrátor Bonifác Unger OSB z Broumova (* 1639 Modřice; prof. 10. ledna 1660; + 19. června 1699)
1671 - 1671 administrátor Jacobus Anselm Stefanides OSB z Kladrub (+ 3. dubna 1684)
1671 - 1675 administrátor ThDr. Karel Bonifác Schuster z Goldburku OSB  
1675 - 1678 ThDr. Karel Bonifác Schuster z Goldburku OSB (* Praha - + 1. ledna 1678) 
1678 - 1695 Kašpar Eimer OSB (* Broumov; prof. 8. září 1661; + 29. března 1695)
09. 05. 1695 - 09. 01. 1742 Emilian (Jan Ev. Jindřich) Kotterovský OSB (* 4. ledna 1665 Praha; prof. 19. listopadu 1684; ord. 1688; + 9. ledna 1742)
04. 03. 1742 - 07. 03. 1768 Bernard (Josef) Slavík OSB (* 23. března 1703 Volyně; prof. 1726; ord. 10. listopadu 1727; + 7. března 1768)
23. 06. 1768 - 22. 06. 1772 Eugen (Antonín Václav) Prudík OSB (* 22. října 1714 Mělník; prof. 1. listopadu 1733; ord. 20. září 1738; + 23. června 1772)

02. 09. 1772 - 07. 11. 1785 Jan Nepomuk (Václav) Felix z Ebenholzu OSB (* 15. ledna 1723 Praha; prof. 11. listopadu 1739; ord. 18. prosince 1745; + 18. prosince 1789 v Praze, kde byl taktéž na Břevnově pohřben)

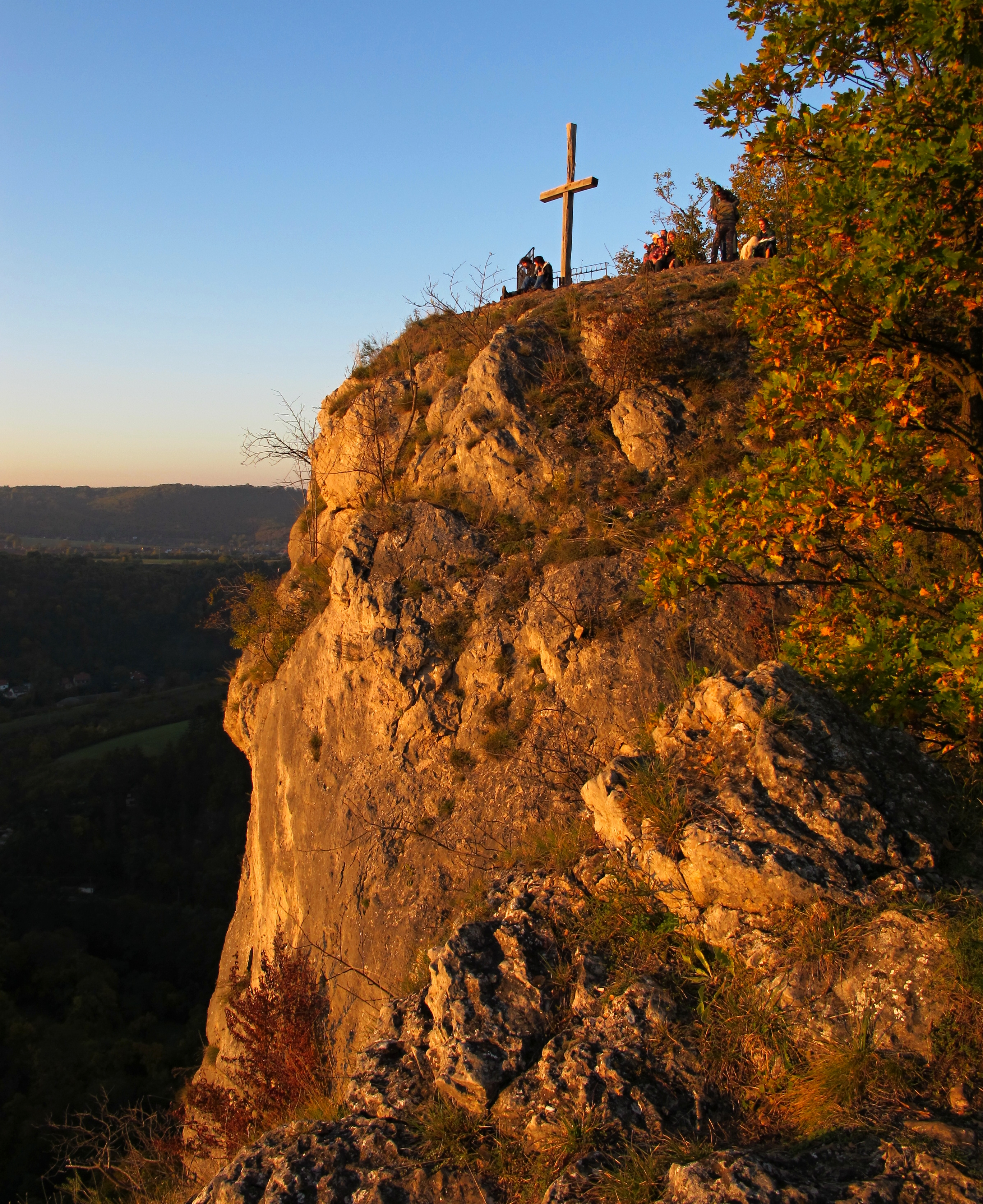
Podzimní pohled na svatojanskou skálu nad klášterem

## Zrušení kláštera za Josefa II. a jeho nové využití
Budovy kláštera přibývaly postupně a do dnešní podoby byly dokončeny v roce 1731. Již za 54 let, roku 1785, však klášter zrušil císař Josef II. Majetek kláštera byl rozprodán v dražbě. Prvním majitelem se stal hrabě Sweerts-Spork, později např. šlechtická rodina Bergerů.
Zadní část kláštera byla využívána k průmyslové výrobě (koželužna, přádelna, papírna), vždy bez valného ekonomického úspěchu. V letech 1904–1912 budova kláštera fungovala jako moderně vybavené lázně. Navštěvovali jej tehdy bratři Karel a Josef Čapkové - přijížděli sem za svým otcem Antonínem, který zde v letech 1910-12 pracoval jako vrchní lázeňský lékař. Roku 1914 koupil budovu kláštera církevní řád Školských bratří a zřídil zde učitelský ústav. Ten zde fungoval až do roku 1942, kdy byl německou okupační správou zrušen.

## Klášter v době komunistického režimu

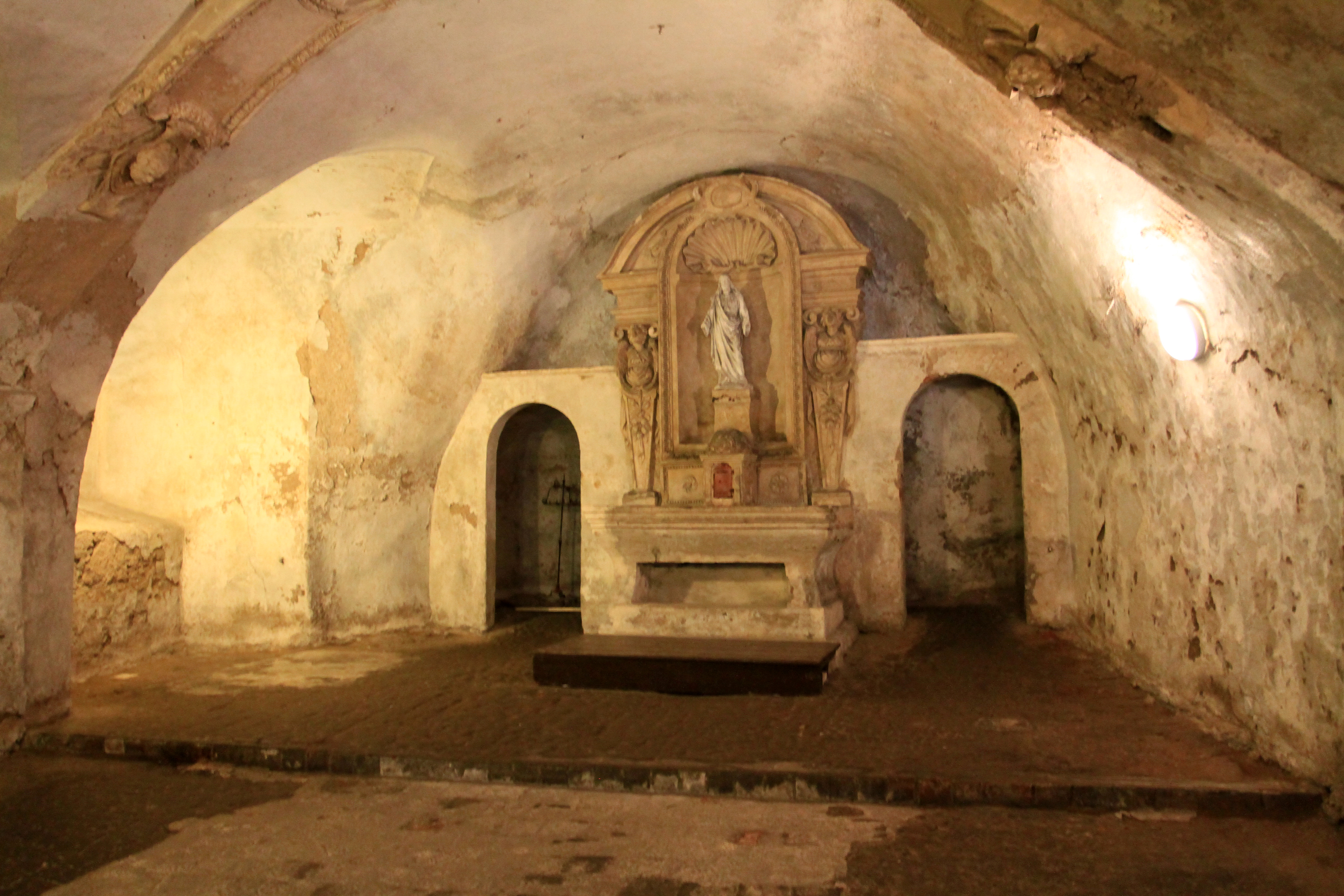
Jeskyně a původní kostel

V roce 1949 se objektu zmocnila nastupující komunistická vláda, která jej začala využívat k nápravě politicky nežádoucích osob. Komunisté zde nejprve zřídili tábor nucených prací. Bez soudu zde byli internováni lidé nepohodlní novému komunistickému režimu: především zemědělci – takzvaní kulaci, živnostníci, bývalí vysocí úředníci, diplomaté a jiní „záškodníci režimu“, aby se zde „naučili pracovat“. Vězňové docházeli do okolních lomů na těžké práce. Několik politických vězňů při vykonávání těžkých prací zahynulo.
Po zrušení tábora nucených prací byl objekt v letech 1951–53 přestavěn na věznici. Podle svědectví bývalých vězňů byla tato věznice nejkrutějším zařízením svého druhu. Vězňové zde často dostávali k jídlu doslova jen „chléb a vodu“. Nesnesitelné vlhko a chlad v nevytopených celách, lhostejnost k nemocným, nevybíravé zacházení dozorců a týrání patřilo ke každodenním životu. Po nátlaku Mezinárodního červeného kříže byla věznice v květnu 1955 zrušena.
Poté zde téměř 30 let fungovala policejní škola ministerstva vnitra pro výchovu nových příslušníků komunistické Státní bezpečnosti. Název Svatý Jan pod Skalou tak byl kvůli utajení úmyslně mazán z map. Oběma přestavbami (věznice a škola) areál kláštera a kostel značně utrpěly po technické i kulturněhistorické stránce. Došlo k zásadní změně klimatických podmínek interiérů, ke zvýšení jejich vlhkosti a k narušení statiky nosných konstrukcí budov.
Po roce 1985 byl klášter využíván jako archiv ministerstva vnitra. Po listopadu 1989 zde byly ve velkém likvidovány inkriminující dokumenty bývalých politických činitelů a institucí. Vrácen církvi byl v roce 1994, poté zde byla zřízena Vyšší odborná pedagogická škola.